# Breziny
Breziny és un poble i municipi d'Eslovàquia que es troba a la regió de Banská Bystrica. El 2017 tenia 374 habitants.

## Història
La primera menció escrita de la vila es remunta al 1808.

## Demografia
| Godina             | 1994 | 2004 | 2014   | 2024   |
| ------------------ | ---- | ---- | ------ | ------ |
| Nombre de persones | 310  | 341  | 358    | 377    |
| Diferència         |      | +10% | +4,98% | +5,30% |

| Godina             | 2023 | 2024   |
| ------------------ | ---- | ------ |
| Nombre de persones | 370  | 377    |
| Diferència         |      | +1,89% |